# Biotoecus
Biotoecus ist eine Gattung aus der Familie der Buntbarsche (Cichlidae), die im nördlichen Südamerika im zentralen Amazonasbecken (Einzugsgebiet des Rio Negro) und im Stromgebiet des Orinoko vorkommt. Der Name wurde wahrscheinlich unter der Annahme vergeben, das die Fische Maulbrüter sind (Gr.: „bios“ = Leben, „oikos“ = Haus). Die Gattung wurde schon 1875 durch Franz Steindachner unter der Bezeichnung Saraca beschrieben. Dieser Name war jedoch durch eine Schmetterlingsgattung präokkupiert und wurde 1903 von Eigenmann und Kennedy durch die Bezeichnung Biotoecus ersetzt.

## Merkmale
Biotoecus-Arten werden 4 bis 6 cm lang. Sie wirken wie Jungfische anderer Buntbarschgattungen, sind bräunlich bis bläulich und teilweise transparent. Ein Fleck auf dem Kiemendeckel ist immer, Flecken an den Flanken sind nicht immer zu sehen. Durch den extrem langen Schwanzstiel erscheinen sie sehr gestreckt.
Biotoecus-Arten leben in flachem, ruhigem Wasser über Schlammböden oder über Falllaub. Sie sind Höhlen- oder Grubenlaicher. Das Gelege, das bis zu 200 Eier umfassen kann, wird vom Weibchen betreut, während das Männchen das Revier verteidigt (Mann-Mutter-Familie).

## Arten
Bisher sind zwei Arten beschrieben worden:
- Biotoecus dicentrarchus Kullander, 1989
- Biotoecus opercularis (Steindachner, 1875)